# Cantón de Bourmont
El cantón de Bourmont era una división administrativa francesa, que estaba situada en el departamento de Alto Marne y la región de Champaña-Ardenas.

## Composición
El cantón estaba formado por veinticinco comunas:
- Bourg-Sainte-Marie
- Bourmont
- Brainville-sur-Meuse
- Champigneulles-en-Bassigny
- Chaumont-la-Ville
- Clinchamp
- Doncourt-sur-Meuse
- Germainvilliers
- Goncourt
- Graffigny-Chemin
- Hâcourt
- Harréville-les-Chanteurs
- Huilliécourt
- Illoud
- Levécourt
- Malaincourt-sur-Meuse
- Nijon
- Outremécourt
- Ozières
- Romain-sur-Meuse
- Saint-Thiébault
- Sommerécourt
- Soulaucourt-sur-Mouzon
- Vaudrecourt
- Vroncourt-la-Côte

## Supresión del cantón de Bourmont
En aplicación del Decreto nº 2014-163 de 17 de febrero de 2014, el cantón de Bourmont fue suprimido el 22 de marzo de 2015 y sus 25 comunas pasaron a formar parte del nuevo cantón de Poissons.